# Яйвинское водохранилище
Яйвинское — водохранилище руслового типа в низовье реки Яйва в Александровском районе Пермского края. Подпорная плотина в посёлке Яйва.
Код в Государственном водном реестре — 10010100921499000000050.

## Описание
Русло Яйвы перекрыто в 1963 году плотиной для технического водоснабжения Яйвинской ГРЭС.

## Характеристика
Характеристики плотины водохранилища: длина 92 метра, ширина до 23 метров, высота 15,8 метра. Объём при нормальном подпорном уровне - 4,0 млн км³.  Площадь 1,35 км², по другим данным 1,9 км². Высота над уровнем моря — 127,1 м.
Средняя глубина 3 метра, по другим сведениям 2,1 м.
Площадь водосборного бассейна 3850 км².

## Ихтиофауна
На теплых водах сбросового канала ГРЭС-16 в Яйвинском водохранилище с 1977 года действовало рыбоводческое хозяйство, где выращивался карп. В водохранилище распространены лещ, налим, окунь, сом, судак, щука, голавль, жерех, таймень, хариус, язь.